# Napoléon XIV
Pour les articles homonymes, voir Napoléon (homonymie).
Napoléon XIV, de son nom civil Jerrold Laurence Samuels né le 3 mai 1938 à New-York et mort le 10 mars 2023 à Phoenixville, est un chanteur, auteur-compositeur, producteur de disques et agent artistique américain. 
Sous le pseudonyme de Napoléon XIV, il atteint le statut de one-hit Wonder avec la chanson à succès n°3 They're Coming to Take Me Away, Ha-Haaa! en 1966. Samuels revisitait occasionnellement le personnage de Napoléon XIV pour enregistrer d'autres chansons, généralement des disques comiques sur le thème de la folie.
Sous le nom de Scott David (nom de son fils), il coécrit "As If I Didn't Know" avec Larry Kusik, un top 10 pour Adam Wade en 1961. Samuels écrit également "The Shelter of Your Arms", un top 10 des succès d'Adam Wade. Un top-20 hit pour Sammy Davis Jr. en 1964.

## Biographie

### Enfance et début de carrière
Jerrold Laurence Samuels naît à Manhattan et grandit dans le Bronx. Il joue du piano et écrit de la musique tout au long de son enfance, et commence sa carrière d'enregistrement en 1956 en enregistrant le single Puppy Love pour la filiale Vik Records de RCA Victor Records.,
Samuels est un auteur-compositeur acclamé au début des années 1960[réf. nécessaire]. Sous le nom de Scott David (nom de son fils), il co-écrit As If I Didn't Know avec Larry Kusik, un top 10 pour Adam Wade en 1961. Samuels écrit également The Shelter of Your Arms, un top 10 des succès d'Adam Wade. Un top-20 hit pour Sammy Davis Jr. en 1964.[réf. souhaitée]

### Napoleon XIV
En 1966, Samuels écrit They're Coming to Take Me Away, Ha-Haaa tout en travaillant aux Associated Recording Studios à New York. Le public découvre sa véritable identité lorsque Cousin Brucie de WABC révèle son nom. Le disque grimpe rapidement dans les charts, atteignant le top dix national dès sa troisième semaine sur le Billboard Hot 100. Il culmine à la troisième place, se vend à plus d'un million d'exemplaires et reçoit un disque d'or.
Le succès du single inspiré album Warner Bros du même nom en 1966 (réédité par Rhino en 1985), dont la plupart des chansons portent sur le thème de la maladie mentale, par exemple : Bats in My Belfry et I Live in a Split Level Head, cette dernière comportant différentes parties vocales dans chaque haut-parleur stéréo.
Dans les années suivantes, Samuels revisite occasionnellement le personnage de Napoléon XIV pour enregistrer d'autres chansons, généralement des disques comiques sur le thème de la folie.[réf. souhaitée]

### Carrière ultérieure
Au cours de ses dernières années, Samuels travaille comme chanteur et agent faisant venir divers artistes dans la vallée du Delaware. En 1984, il fonde l'agence Jerry Samuels, qu'il exploite plus tard avec sa seconde épouse, Bobbie. Il prend sa retraite en 2021.
En février 2022, Needlejuice Records mentionne la sortie d'un « album qui a 50 ans ». L'année suivante, ils révèlent qu'il s'agissait du deuxième album studio perdu depuis longtemps de Samuels, Pour l'amour de Dieu, arrêtez les excréments ! L'album avait été enregistré entre avril 1968 et décembre 1970, mais avait été rejeté par Warner Bros en raison de son contenu macabre ; le huitième morceau, Rape, fournit ainsi un récit détaillé d'une agression sexuelle, et le quatorzième, The Note, met en scène un homme écrivant une note de suicide. Stop the Feces sort le 20 avril 2023, un mois après la mort de Samuels.[réf. nécessaire]

### Vie privée
Samuels s'est marié deux fois : d'abord avec Rosemary Djivre, divorcée en 1968, puis avec Bobbie Simon de 1996 jusqu'à sa mort. Il a également entretenu une relation avec Petra Vesters de 1973 à 1987. Il a eu un fils issu de son premier mariage et un autre issu de sa relation avec Vesters. Un autre fils est décédé avant lui. Samuels résidait de longue date dans le quartier d'Oxford Circle à Philadelphie, bien qu'il ait déménagé dans une résidence-services à King of Prussia, en Pennsylvanie, après avoir pris sa retraite.

### Mort
Samuels meurt des complications d’une démence de la maladie de Parkinson dans un hôpital de Phoenixville, en Pennsylvanie, le 10 mars 2023, à l'âge de 84 ans,.

## Discographie

### Albums studio
- They're Coming to Take Me Away, Ha-Haaa! (1966)
- For God's Sake, Stop the Feces! (2023)

### Compilation
- The Second Coming (1996)

### Singles
- They're Coming to Take Me Away, Ha-Haaa! / !aaaH-aH ,yawA eM ekaT oT gnimoC er'yehT, Warner Bros. (1966)
- I'm in Love with My Little Red Tricycle / Doin' The Napoleon, Warner Bros. (1966)
- They're Coming to Take Me Away, Ha-Haa! / !aaH-aH ,yawA eM ekaT ot gnimoC er'yehT, Warner Bros. (1973 remasterisé)
- They're Coming to Take Me Away, Ha-Haa! (1966 recording) / They're Coming to Get Me Again, Ha-Haaa! (1990; enregistré en 1988)
- They're Coming to Take Me Away, Ha-Haaa! / Photogenic, Schizophrenic You, Eric Records (1970s)